# Aconitum ito-seiyanum
Aconitum ito-seiyanum är en ranunkelväxtart som beskrevs av Kingo Miyabe och Tatewaki. Aconitum ito-seiyanum ingår i släktet stormhattar, och familjen ranunkelväxter. Inga underarter finns listade i Catalogue of Life.